# Гарднер, Иван Алексеевич
Ива́н Алексе́евич Га́рднер (нем. Johann von Gardner, в монашестве Фили́пп; 10 (22) декабря 1898, Севастополь — 26 февраля 1984, Мюнхен) — историк, исследователь русского церковного пения, православный регент. В 1942—1944 годах — епископ Потсдамский Филипп, викарий Берлинской епархии Русской Зарубежной Церкви.

## Биография
Начальное образование получил дома, где его воспитанием занимались гувернантки-француженки. С малых лет овладел французским языком, на котором говорила и его мать. Церковным пением — практически и теоретически — занимался с 14-летнего возраста. В России окончил регентские курсы.
В эмиграции с 1920 года. В 1922 году поступил на православный богословский факультет Белградского университета. Во время учёбы в университете уделял много времени изучению литургики и духовной музыки. Одновременно с университетом, проходил курс музыкальной школы (хоровое дело, композиция). 27 февраля 1928 года защитил диплом на богословском факультете.
Преподавал греческий язык, литургику и православное богослужебное пение в семинариях в Белграде и в Цетинье.
В 1931 году переехал на Подкарпатскую Русь, где собирал материалы о местных традициях исполнения церковного пения. В 1936 году поступил в Ладомирский монастырь в Чехословакии (основанный монахами-беженцами из Почаева), где принял монашеский постриг с именем Филипп.
Приходской священник в городе Хуст. Был возведён в сан игумена. Служил на Святой Земле (1934—1938), в Вене (1938—1942), Берлине (1942).
14 июня 1942 года епископами Серафимом (Ляде) и Гораздом (Павликом) архимандрит Филипп был возведён в сан епископа Потсдамского, викария Берлинской епархии и работал в управлении Русской Зарубежной Церкви.
По воспоминаниям своего сына: «Никогда не любил вспоминать и говорить о своей жизни и служении в Берлине <…> В Берлине наступает переломный момент в жизни епископа Филиппа. Мне только известно, что отец не ладил с митрополитом Берлинским и Германским Серафимом (Альфред Ляде), со взглядами которого он кардинально был не согласен. Кроме того, в недрах самой РПЦЗ в Берлине были сложные времена. В годы войны многие члены этой Церкви были сторонниками СССР и даже пособниками ее служб, а другие были явными противниками всего советского».
Переехал в Австрию, а оттуда в Баварию.
Принял участие в прошедшем 21-26 октября 1943 года совещании архиереев РПЦЗ в Вене.
В 1945 году женился, в связи с чем в 1950 году Архиерейский Синод РПЦЗ принял решение о снятии с него сана и монашества. В 1950 году на короткое время получил место регента в русской церкви Зальцбурга. Затем обосновался в Германии. С 1952 года работал в хоре святого Иоанна Дамаскина под руководством Карла Линке (Эссен, Германия).
Доктор философских наук Мюнхенского университета им. Людвига-Максимилиана, где с 1954 года на протяжении 30 лет читал русское литургическое музыковедение. Состоял членом международной комиссии по исследованию древнеславянских музыкальных памятников при Баварской академии наук.

## Публикации
И. А. Гарднер — автор многочисленных научных и популярных статей по церковному пению (научные работы преимущественно на немецком языке) и двух обширных трудов (на немецком языке) по древнерусским безлинейным нотациям. Ему принадлежат также статьи по литургическим вопросам. Вышедший в 1977 году фундаментальный двухтомный научный труд «Богослужебное пение Русской Православной Церкви», посвящённый истории развития церковного пения, является обобщением векового опыта исследования русского богослужебного пения, до настоящего времени не имеет аналогов по широте теоретического подхода и является незаменимым источником изучения церковного пения для многих регентов, певчих, учёных и просто любителей русского церковного пения.
И. А. Гарднеру принадлежит ряд хоровых обработок древних распевов (в том числе «„Достойно“ Царя Фёдора»), а также авторские сочинения (некоторые из которых выпущены на грампластинках). Также в 1970-х годах одним из первых раскрыл мистификацию Е. М. Левашева, связанную с неверной аттрибуцией песнопения «Ангел вопияше» Н. М. Уварова.

## Сочинения
книги
- Забытое богатство (О пении на подобен). — Варшава: Варшавская синодальная типография, 1930.
- Таинственный смысл утрени Великой Субботы. — Варшава: Варшавская синодальная типография, 1930.
- Об инструментальной музыке и о хоровом полифоническом пенни в православном богослужении. — Варшава: Варшавская синодальная типография, 1931.
- Два забытых подобна. — Варшава: Варшавская синодальная типография, 1932 (под именем иеромонах Филипп (Гарднер)).
- К вопросу о переложениях церковных распевов для хора. — Варшава: Варшавская синодальная типография, 1932 (под именем иеромонах Филипп (Гарднер)).
- Религиозные черты в творчестве Есенина, Клюева и в опере «Сказание о невидимом граде Китеже и о деве Февронии». — Варшава: Варшавская синодальная типография, 1932 (под именем иеромонах Филипп (Гарднер)).
- Догматическое содержание Канона Великой Субботы. — Варшава: Варшавская синодальная типография, 1935 (под именем иеромонах Филипп (Гарднер)).
- Божественная литургия св. ап. Иакова брата Господня. — Владимирова, 1938 (2 издание — Рим. 1970).
- Ein Handschriftliches Lehrbuch der altrussischen Neumenschrift. T.I.Text. — Munich, 1963. Т. 2. Kommentar. 1966. Т. 3. Kommentar zum Tropen. 1972 ([Рукописная азбука древнерусских невм = Древнерусская рукописная крюковая азбука]) (совместно с проф. Эрвином Кошмиедером).
- Dаs Problem des altrussischen demenstrischen Kirchengesanges und seiner linienlosen Notation. — Munich, 1967 — Slavistische Beiträ ge, 25 ([Проблема древнерусского демественно церковного пения и его безнотные обозначения]).
- А. Ф. Львов (1798—1870). — Джорданвилль, 1970. 90 с.
- Богослужебное пение Русской Православной Церкви. Jordanville; N. Y., 1978—1982. Т. 1-2.
  - Богослужебное пение Русской Православной Церкви: Сущность, система, история: В 2 томах. — Сергиев Посад: МДА, 1999.
  - . Богослужебное пение Русской Православной Церкви. М.: ПСТБИ, 2004 (2 тома).
- Собрание духовных песнопений: для хора без сопровождения / Предисл. С. Г. Зверевой. — М., Сан-Франциско: «Живоносный Источник», «Русский пастырь», — 2008. 228 с.
- Gardner J. von, Il canto liturgico russo, Ed. La casa di Matriona, 2012. p. 130. ISBN 978-88-97455-06-6
- Море житейское: воспоминания в четырёх томах. Т. 1: Скитания (1920—1922). Кн. 1: На берегах Босфора / под ред. протоиерея Бориса Даниленко. — М.: Архив славянской письменности и печати, 2021.
- Море житейское: воспоминания в четырёх томах. — Т. 1: Скитания (1920—1922). Кн. 2: Остров добровольных русских изгнанников; кн. 3: Болгария / под ред. протоиерея Бориса Даниленко. — М.: Архив славянской письменности и печати, 2022.

статьи
- Gardner J. von. Die altrussischen neumatischen Handschriften der Pariser Bibliotheken // Die Welt der Slaven. 1967. Jhrd. III. Heft 2. Wiesbaden. 1958.
- Gardner J. von. Die altrussischen Neumen-Handschriften in den Bibliotheken von Belgien und England // Die Welt der Slaven. 1967. Jhrd. VI. Heft 3. Wiesbaden. 1961.
- Гарднер И. А. Певческое исполнение кафизм в древнерусской богослужебной практике // Православный путь. Джорданвилль. 1966.
- Gardner J. von. Einiges über den Singmeister Aleksandr Mezenez († 1696) // Die Welt der Slaven. 1967. Jhrd. XII. Heft 2.
- Gardner J. von. Zur Frage der Verwendung des Sema Fita in den altrussischen liturgischen Gesangshandschriften mit linierter Notation // Akademie der Wissenschaften und der Literatur. Mainz. Abhandlungen. Jhrg. 1969. № 9.
- Гарднер И. Кому принадлежит мелодия «Достойно роспева Царя Фёдора»? // Наследие. Вып. 2. Southbury, Conn. 1969. Изд. Славянской типографии.
- Гарднер И. А. Несколько соображений об общем пении за богослужением // Православная Русь. Джорданвилль, 1969 № 10.
- Гарднер И. А. Об инструментальной музыке и о хоровом полифоническом пении в Православном Богослужении // Православный путь: Церковно-философский ежегодник (Приложение к журналу «Православная Русь»). Holy Trinity Russian Orthodox Monastery. Jordanville; N.Y, 1976.
- Гарднер И. А. Псалмодия (1967 г.) // О церковном пении: сборник статей. М.: Ладья, 2001.
- Гарднер И. А. Хоровое церковное пение и театральность в его исполнении // О церковном пении: Сб-к статей / Сост.: О. В. Лада. — М.: Ладья, 2001
- Гарднер И. А. Церковное пение и церковная музыка // О церковном пении: Сб-к статей/ Сост. О. В. Лада. — М.: Ладья, 2001.